# NGC 6137
NGC 6137 (również PGC 57966 lub UGC 10364) – galaktyka eliptyczna (E), znajdująca się w gwiazdozbiorze Korony Północnej. Odkrył ją William Herschel 17 marca 1787 roku. Jest to galaktyka z aktywnym jądrem zaliczana do radiogalaktyk. Jest najjaśniejszą galaktyką klastra.